# San Juan Tepezontes
San Juan Tepezontes est une municipalité du département de La Paz au Salvador.